# Otto Leichter
Otto Leichter (* 22. Februar 1897 in Wien; † 14. Februar 1973 in New York City, USA) war österreichischer Sozialist, Journalist und Autor. Er schrieb auch unter den Pseudonymen und Decknamen: Heinrich Berger, Konrad Huber, Konrad, Stefan Mahler, Pertinax, Wiener, Georg Wieser.

## Leben

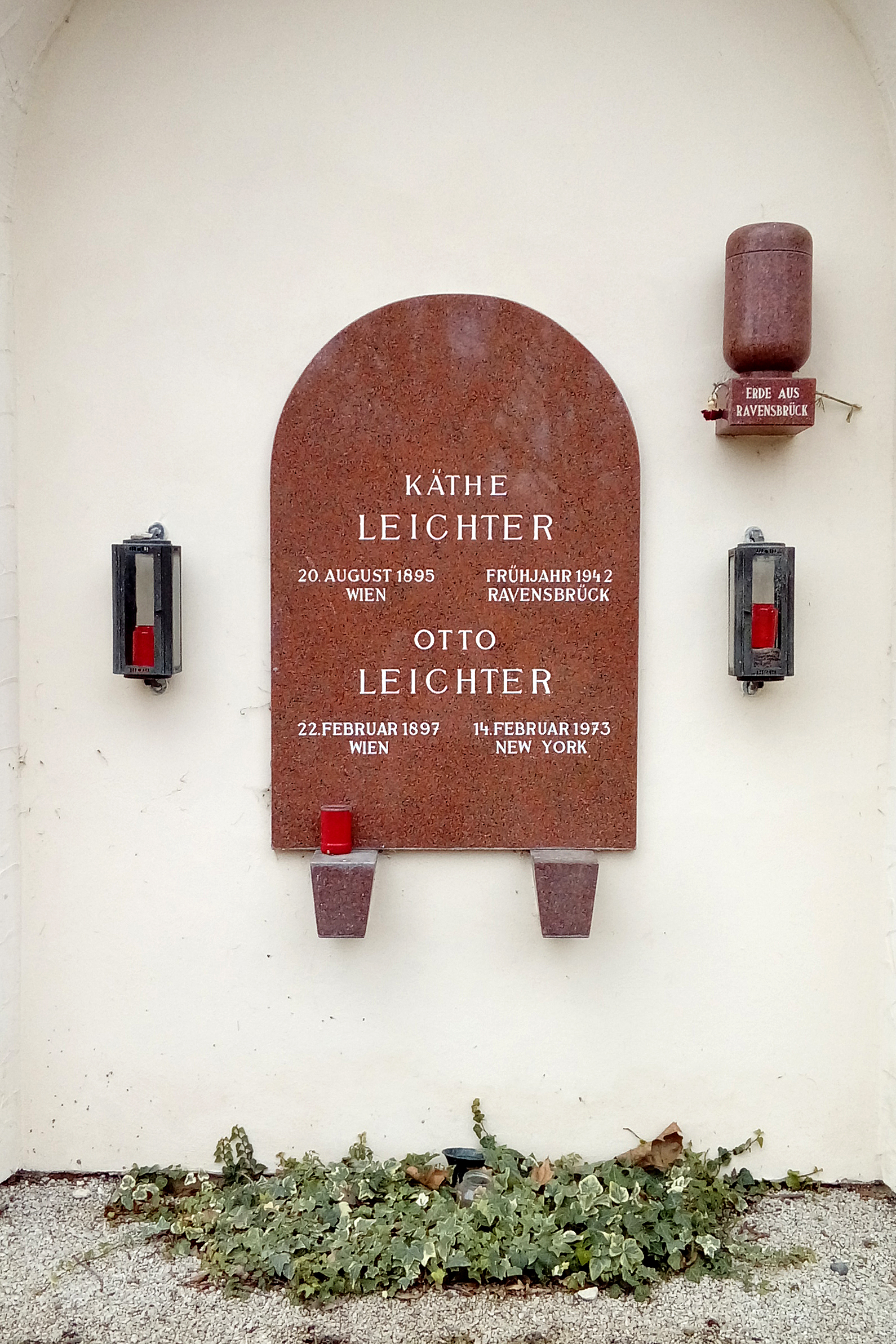
Grabstein an der Feuerhalle Simmering

Otto Leichter studierte Rechtswissenschaften an der Universität Wien. 1920 promovierte zum Dr. iur. Er war Mitbegründer des Verbands der sozialdemokratischen Studenten und Akademiker (seit 1925: Verband Sozialistischer Studenten Österreichs, VSStÖ) und Mitglied der Sozialdemokratischen Arbeiterpartei Österreichs (SDAP).
Verheiratet war Otto Leichter mit der Sozialwissenschaftlerin Käthe Leichter, die zunächst 1940 ins KZ Ravensbrück und 1942 dann in die Tötungsanstalt Bernburg (Saale) deportiert und dort ermordet wurde. Mit ihr hatte er zwei Söhne, Heinz, später Henry O. (für Otto; * 1924 Wien; † 20. Dezember 2010 New York City), und Franz (* 1930), beide Rechtsanwälte. Ab 1943 war er mit Elsa Kolari, geborene Schweiger, Familientherapeutin, verheiratet.
Otto Leichter arbeitete von 1919 bis 1934 an der österreichischen Zeitschrift Der Kampf mit. Von 1925 bis 1934 war er Mitarbeiter der Wiener Arbeiter-Zeitung, des Zentralorgans der Sozialdemokratischen Partei.
Die Februarkämpfe 1934, die zum Verbot der Sozialdemokratischen Partei führten, veranlassten Leichter zur Emigration. Er gründete in Zürich einen Pressedienst, um die Welt über die Situation in Österreich zu informieren. Im September 1934 nahm er aber an der geheimen (und in der Diktatur Schuschniggs illegalen) Wiener Konferenz der im Untergrund arbeitenden Revolutionären Sozialisten Österreichs teil und kehrte nach Österreich zurück. 1936 berichtete er in einer illegalen Flugschrift anonym vom Sozialistenprozess.
Beim „Anschluss Österreichs“ im März 1938 floh Otto Leichter nach Brüssel, wo er Gründungsmitglied der Auslandsvertretung der österreichischen Sozialisten (AVOES) wurde, die Joseph Buttinger führte. Nach dem Tode Otto Bauers im Juli 1938 in Paris wurde er von der AVOES als Redakteur der Zeitschrift Der Sozialistische Kampf (eine Weiterführung von Der Kampf im Exil) bestellt. Nach Beginn des Zweiten Weltkrieges wurde er für kurze Zeit im Stadion von Colombes interniert. 1939 wurde er Mitglied der in Paris gegründeten Auslandsvertretung der Freien Gewerkschaften Österreichs.
1940 floh er vor der auf Paris vorrückenden Wehrmacht nach Montauban in Südfrankreich und von dort nach New York (andere bemerkenswerte Passagiere dieser Schiffsreise von Lissabon aus: siehe Erna Sailer). Nach Auflösung der AVOES im Jahre 1942 wurde er Mitglied des als Nachfolgeorganisation der AVOES zu wertenden Austrian Labor Committees (ALC) und war dort Mitherausgeber der Austrian Labor Information.
Nach dem Krieg kehrte er für ein Jahr zurück nach Wien, wo er u. a. für die Arbeiterkammer Wien arbeitete und die Zeitschrift Arbeit und Wirtschaft wiederaufbaute. Als führender Proponent der „Resolution der Vierundvierzig“, die beim Parteitag der SPÖ 1947 eine Linkswende der Partei initiieren sollte, geriet er nach Ablehnung dieser Resolution (80 gegen 395 Delegiertenstimmen) ins politische Abseits und kehrte 1948 – von der Politik der SPÖ enttäuscht – nach New York zurück. Er wurde dort Korrespondent für die 1945 wiedererstandene Arbeiter-Zeitung und andere europäische Zeitungen.
Anfang der 1950er Jahre baute er das Büro der Deutschen Presse-Agentur bei der UNO auf und war von 1957 bis 1971 deren Korrespondent bei den Vereinten Nationen. 1967 bis 1973 stand er als Präsident dem Dag-Hammarskjöld-Gedächtnisfonds der UN-Korrespondenten und als Aufsichtsratsvorsitzender der Dag-Hammarskjöld-Stiftung vor.
Seit 1943 war er in zweiter Ehe mit Elsa (1905–1997) verheiratet. Otto Leichter starb am 14. Februar 1973 in New York und ist am Cedar Park and Beth El Cementaries in New Jersey bestattet. Im Urnenhain der Feuerhalle Simmering in Wien (Abteilung ML, Gruppe 32, Nummer 1G) befindet sich ein Grabstein, auf dem auch seine erste Frau Käthe Leichter genannt ist.

## Auszeichnungen
- 1970: Preis der Stadt Wien für Publizistik
- 1972: Dr.-Karl-Renner-Publizistikpreis

## Bibliografie
- Die Wirtschaftsrechnung in der sozialistischen Gesellschaft. Wien: Verlag der Wiener Volksbuchhandlung 1923 (= Marx-Studien. V. Band. 1.), 109 S.
- Die Wirtschaftsrechnung in der sozialistischen Gesellschaft. Glashütten i.T.: Auvermann 1971 (= Marx-Studien. Blätter zur Theorie und Politik des wissenschaftlichen Sozialismus. Herausgegeben von Max Adler und Rudolf Hilferding. V. Band. 1.), 109 S.
- (Redakteur für Wirtschafts- und Gewerkschaftsangelegenheiten) Arbeiter-Zeitung. Organ der Oesterreichischen Sozialdemokratie (Wien), 1925-1934.
- Die Sprengung des Kapitalismus. Die Wirtschaftspolitik der Sozialisierung. Wien: Verlag der Wiener Volksbuchhandlung 1932, 171 S.
- Ende des demokratischen Sozialismus? Ein offenes Wort über die deutschen Lehren. Wien: Verlag der Wiener Volksbuchhandlung 1932, 38 S.
- (Gründer und Redakteur) Österreichischer Nachrichtendienst. ÖND [O.O.], 15. März 1934 - 7. März 1938.
- (Redaktioneller Mitarbeiter) Die Revolution. Organ der Revolutionären Sozialisten Österreichs [O.O.], 1935, Nr. 1 und 2 (Jänner und Februar); erschien 1934-1937.
- (Redakteur) Informationsdienst der Revolutionären Sozialisten [mit Beilage:] Nachrichtendienst der Revolutionären Sozialisten [O.O.], 1934-1937.
- (Redakteur mit Otto Horn) Die Gewerkschaft. Organ der Bundesleitung der Freien Gewerkschaften [O.O.], September 1935-Jänner 1937.
- (Anonym) Livre noir de la dictature Autrichienne. La justice et les lois sous le Dr. [Kurt] Schuschnigg. Des faits, rien que des faits. - Black Book of the Austrian Dictatorship. Law and Justice under Dr. [Kurt] Schuschnigg. Nothing but facts. - Schwarzbuch der österreichischen Diktatur. Recht und Gesetz unter Dr. [Kurt] Schuschnigg. Tatsachen, nichts als Tatsachen. Vorwort von Emile Vandervelde. Herausgegeben von der Kommission zur Untersuchung der Lage der politischen Gefangenen. Brüssel: Maison d'Édition l'Eglantine 1934, 134 S.
- (Pertinax) Barbarei oder Sozialismus? Karlsbad: Graphia Druck- und Verlagsanstalt 1935 (= Der Kampf. Schriftenreihe der Sonderdrucke.), 24 S.
- (Anonym) The Austrian Dictatorship at work - Destruction of legal security. The second black book - Dokumente einer Diktatur. Ein Jahr [Kurt] Schuschnigg. Brüssel: Maison d'Édition l'Eglantine 1935, 64 S.
- (Redakteur mit Otto Horn) Gewerkschaftliche Informationen [O.O.], September 1935-1938. Illegales Organ, intern die „Kleine“ genannt.
- (Pertinax) Österreich 1934. Die Geschichte einer Konterrevolution. Zürich: Europa-Verlag 1935, 309 S.
- Glanz und Ende der Ersten Republik. Wie es zum österreichischen Bürgerkrieg kam. Wien-Köln-Stuttgart-Zürich: Europa-Verlag 1964 (= Österreichprofile.), 256 S.
- (Redaktioneller Mitarbeiter) Die Debatte [O.O.], 1936-1938. Organ der illegalen Revolutionären Sozialisten Österreichs. Neuauflage.
- (Anonym) Revolutionäre Sozialisten vor Gericht. Der große Sozialistenprozeß vor dem Wiener Landesgericht. Brünn: Kovanda 1936, 20 S.
- (Anonym) Das schöne Österreich. Wien: Das österreichische Reiseverkehrsbüro 1937, 48 S. Tarntitel.
- (Anonym) Beautiful Austria. London: Anglo-Austrian Friendship Union 1937, 48 S. Tarntitel. Englische Ausgabe.
- (Anonym) La Liberte syndicale existe - elle en Autriche? - Is there Freedom of Trade Union Organisation in Austria? - Gibt es Gewerkschaftsfreiheit in Österreich? Bericht, vorgelegt dem Kongress der Internationalen Vereinigung für sozialen Fortschritt in Paris, 1937. Brüssel: Imprimerie coop. Lucifer 1937, 30 S.
- (Redakteur) Die Gewerkschaft. Organ der Bundesleitung der Freien Gewerkschaft ([O.O.] bzw. Issy les Monluneaux), Jänner 1937-Februar 1938.
- (Georg Wieser) Ein Staat stirbt. Österreich 1934-1938. Paris: Éditions Nouvelles Internationales 1938, 189 S.
- (Georg Wieser) Ein Staat stirbt. Österreich 1934–1938 (= VWI-Studienreihe, Band 4). Wien 2018 (Reprint), 260 S.
- (Redaktioneller Mitleiter und Mitarbeiter) Der Sozialistische Kampf. La Lutte Socialiste [Paris], 1938–1940.
- (Redakteur) Austrian Labor Information (New York), 1942–1946.
- (Mitbegründer und Redakteur) Arbeit und Wirtschaft (Wien), Juni 1947-Mai 1948.
- Amerika in der Weltpolitik. Wien: Danubia-Verlag 1947, 240 S. und 1 Karte.
- (Mitbegründer und Leiter) Pressedienst der Arbeiterkammer (Wien), Juni 1947-Mai 1948.
- Was will der Marshall-Plan? Seine Bedeutung für die österreichische Wirtschaft. Referat gehalten auf dem österreichischen Arbeiterkammertag in Wien am 19. März 1948. Wien: Verlag des österreichischen Arbeiterkammertages 1948.
- (USA-Korrespondent) Arbeiter-Zeitung. Organ der Sozialistischen Partei Österreichs (Wien), 1948–1971.
- Amerika wohin? Realität gegen Ideologie. (Textzeichnungen von Maria Sand.) Wien-Zürich: Europa-Verlag 1954.
- (Korrespondent bei der UNO in New York) Deutsche Presse Agentur, 1957–1971.
- Österreichs Freie Gewerkschaften im Untergrund. Mit einem Nachwort von Franz Olah. Europa-Verlag, Wien/Köln/Stuttgart/Zürich 1963 (= Österreichprofile).
- Weltmacht im Hintergrund. Hat die UNO eine Zukunft? Wien-Köln-Stuttgart-Zürich: Europa-Verlag 1964 (= Europäische Perspektiven.), 144 S.
- Zwischen zwei Diktaturen. Österreichs revolutionäre Sozialisten 1934–1938. Wien-Frankfurt-Zürich: Europa Verlag 1968, 468 S.
- Otto Bauer: Tragödie oder Triumph. Europa Verlag, Wien/Frankfurt/Zürich 1970.